# Силата на вярата
„Силата на вярата“ (на английски: Leap of Faith) е американска комедийна драма от 1992 г. на режисьора Ричард Пиърс, с участието на Стийв Мартин, Дебра Уингър, Лолита Давидович, Лиъм Нийсън и Лукас Хаас.